# Dyskografia Powerwolfa
Dyskografia Powerwolfa składa się z ośmiu albumów studyjnych, trzech albumów koncertowych, trzech minialbumów, trzech box setów, szesnastu singli oraz jednego wideo. Obecnymi członkami zespołu są: wokalista Attila Dorn, gitarzyści Matthew i Charles Greywolf, keyboardzista Falk Maria Schlegel oraz perkusista Roel van Helden.

## Albumy studyjne
| 2005                                    | Return in Bloodred - Data: 4 kwietnia 2005 - Wydawca: Metal Blade Records - CD, winyl, digital  | –  | –  | –  | –  | –  | –  | –  | –  | –   | –  |                    |
| 2007                                    | Lupus Dei - Data: 7 maja 2007 - Wydawca: Metal Blade Records - CD, winyl, digital               | –  | –  | –  | –  | –  | –  | –  | –  | –   | –  |                    |
| 2009                                    | Bible of the Beast - Data: 27 kwietnia 2009 - Wydawca: Metal Blade Records - CD, winyl, digital | 76 | –  | –  | –  | –  | –  | –  | –  | –   | –  |                    |
| 2011                                    | Blood of the Saints - Data: 29 lipca 2011 - Wydawca: Metal Blade Records - CD, winyl, digital   | 23 | –  | –  | –  | –  | 75 | –  | –  | –   | –  |                    |
| 2013                                    | Preachers of the Night - Data: 19 lipca 2013 - Wydawca: Napalm Records - CD, winyl, digital     | 1  | –  | 50 | 49 | 24 | 23 | –  | 97 | 105 | –  |                    |
| 2015                                    | Blessed & Possessed - Data: 17 lipca 2015 - Wydawca: Napalm Records - CD, winyl, digital        | 3  | 70 | 46 | 30 | 17 | 10 | –  | 59 | 41  | 26 | - CZE: złota płyta |
| 2021                                    | Call of the Wild - Data: 16 lipca 2021 - Wydawca: Napalm Records - CD, winyl, digital           | 2  | 16 | –  | 11 | 5  | 5  | 24 | 25 | 15  | –  |                    |
| 2022                                    | Missa Cantorem II November 11th, 2022                                                           | -  | -  | -  | -  | -  | -  | -  | -  | -   | -  |                    |
| 2018                                    | The Sacrament of Sin - Data: 20 lipca 2018 - Wydawca: Napalm Records - CD, winyl, digital       | 1  | 94 | –  | 16 | 9  | 4  | 34 | 16 | 8   | 17 | - CZE: złota płyta |
| „–” oznacza, że album nie był notowany. |                                                                                                 |    |    |    |    |    |    |    |    |     |    |                    |

## Albumy koncertowe
| 2012 | Alive in the Night - Data: 13 marca 2012 - Wydawca: Metal Blade Records - CD        | – | –  | –  | –   |
| 2016 | The Metal Mass – Live - Data: 29 lipca 2016 - Wydawca: Napalm Records - CD, digital | 4 | 30 | 79 | 159 |
| 2017 | Preaching at the Breeze - Data: 6 stycznia 2017 - Wydawca: Napalm Records - CD      | – | –  | –  | –   |
|      | „–” oznacza, że album nie był notowany.                                             |   |    |    |     |

## Kompilacje
| 2019 | Metallum Nostrum - Data: 11 stycznia 2019 - Wydawca: Napalm Records - CD, winyl, digital  | 67 | – | 165 | – |
| 2020 | Best of the Blessed - Data: 5 czerwca 2020 - Wydawca: Napalm Records - CD, winyl, digital | –  | – | –   | – |
|      | „–” oznacza, że album nie był notowany.                                                   |    |   |     |   |

## Box sety
| 2011                                    | Trinity in Black - Data: 6 maja 2011 - Wydawca: Metal Blade Records - Format: winyl               | –  |
| 2014                                    | The History of Heresy I - Data: 23 maja 2014 - Wydawca: Metal Blade Records - Format: CD, DVD     | 88 |
| 2014                                    | The History of Heresy II - Data: 24 października 2014 - Wydawca: Metal Blade Records - Format: CD | –  |
| „–” oznacza, że album nie był notowany. |                                                                                                   |    |

## Single
| Rok  | Singiel                           | Certyfikat                     | Album                  |
| ---- | --------------------------------- | ------------------------------ | ---------------------- |
| 2007 | „In Blood We Trust”               |                                | Lupus Dei              |
| 2009 | „Raise Your Fist, Evangelist”     |                                | Bible of the Beast     |
| 2011 | „Sanctified with Dynamite”        |                                | Blood of the Saints    |
| 2011 | „We Drink Your Blood”             |                                | Blood of the Saints    |
| 2013 | „Amen & Attack”                   |                                | Preachers of the Night |
| 2015 | „Army of the Night”               |                                | Blessed & Possessed    |
| 2015 | „Armata Strigoi”                  |                                | Blessed & Possessed    |
| 2018 | „Demons Are a Girl’s Best Friend” | - CZE: platynowa płyta         | The Sacrament of Sin   |
| 2018 | „Midnight Madonna”                |                                | The Sacrament of Sin   |
| 2018 | „Fire & Forgive”                  |                                | The Sacrament of Sin   |
| 2018 | „Incense & Iron”                  |                                | The Sacrament of Sin   |
| 2019 | „Kiss of the Cobra King”          | - CZE: złota i platynowa płyta | Best of the Blessed    |
| 2020 | „Werewolves of Armenia”           |                                | Best of the Blessed    |
| 2020 | „Sanctified with Dynamite (Live)” |                                | Best of the Blessed    |
| 2021 | „Beast Of Gévaudan”               |                                | Call of the Wild       |
| 2021 | „Dancing With The Dead”           |                                | Call of the Wild       |

## Minialbumy
| Rok  | Dane dot. albumu                                                                             |
| ---- | -------------------------------------------------------------------------------------------- |
| 2011 | Wolfsnächte 2012 Tour EP - Data: 13 grudnia 2011 - Wydawca: Metal Blade Records - Format: CD |
| 2013 | The Rockhard Sacrament - Data: 22 czerwca 2013 - Wydawca: Napalm Records - Format: CD        |
| 2015 | Wolfsnächte 2015 Tour EP - Data: 2015 - Wydawca: Napalm Records - Format: CD                 |

## DVD
| Rok  | Dane dot. albumu                                                      | Pozycja na liście | Pozycja na liście | Pozycja na liście |
| Rok  | Dane dot. albumu                                                      | AUT               | BEL (WA)          | BEL (FL)          |
| ---- | --------------------------------------------------------------------- | ----------------- | ----------------- | ----------------- |
| 2008 | The Wacken Worship - Data: 2008 - Wydawca: Metal Blade Records        | –                 | –                 | –                 |
| 2016 | The Metal Mass – Live - Data: 29 lipca 2016 - Wydawca: Napalm Records | 5                 | 2                 | 5                 |

## Teledyski
| Rok  | Tytuł                             | Reżyseria         | Album                  |
| ---- | --------------------------------- | ----------------- | ---------------------- |
| 2011 | „We Drink Your Blood”             | ambitious.films   | Blood of the Saints    |
| 2012 | „Sanctified with Dynamite”        | ambitious.films   | Blood of the Saints    |
| 2013 | „Amen & Attack”                   | ambitious.films   | Preachers of the Night |
| 2015 | „Army of the Night”               | ambitious.films   | Blessed & Possessed    |
| 2015 | „Armata Strigoi”                  | –                 | Blessed & Possessed    |
| 2018 | „Demons Are a Girl’s Best Friend” | VDPICTURES        | The Sacrament of Sin   |
| 2018 | „Fire & Forgive”                  | VDPICTURES        | The Sacrament of Sin   |
| 2018 | „Killers with the Cross”          | VDPICTURES        | The Sacrament of Sin   |
| 2018 | „Incense & Iron”                  | –                 | The Sacrament of Sin   |
| 2018 | „The Sacrament of Sin”            | –                 | The Sacrament of Sin   |
| 2018 | „Stossgebet”                      | Christian Ripkens | The Sacrament of Sin   |
| 2018 | „Where the Wild Wolves Have Gone” | Christian Ripkens | The Sacrament of Sin   |
| 2019 | „Kiss of the Cobra King”          | VDPICTURES        | Best of the Blessed    |
| 2020 | „Werewolves of Armenia”           | –                 | Best of the Blessed    |
| 2020 | „Sanctified with Dynamite (Live)” | Christian Ripkens | Best of the Blessed    |
| 2021 | „Beast Of Gévaudan”               | VDPICTURES        | Call of the Wild       |
| 2021 | „Dancing With The Dead”           | VDPICTURES        | Call of the Wild       |